# Hambach (Wurmbach)
Der Hambach ist ein etwa 8,3 Kilometer langer Bach in den mittelfränkischen Landkreisen Weißenburg-Gunzenhausen und Ansbach, der bei Unterwurmbach  von links und Westen in den Wurmbach mündet.

## Geographie

### Verlauf
Der Hambach entspringt in der Waldflur Unterer Wald dem Buchbrunnen (Quellenname), der etwa einen Kilometer südöstlich der Ortsmitte von Arberg im gemeindefreien Gebiet Unterer Wald liegt. Von hier an fließt der Hambach fortan sehr beständig in ostsüdöstlicher bis südöstlicher Richtung. Nach etwa zwei Kilometern (in Luftlinie) tritt er östlich von Goldbühl aus dem Wald, wonach er in mäanderlosem Lauf durch ein sehr flaches Flurtal zieht, in dem er Oberhambach teilt, Unterhambach berührt und die Unterhambacher Mühle passiert. Für seine letzten 300-Meter-Lauf knickt er noch nach Nordosten ab und mündet dann wenig westlich von Unterwurmbach am Rand der B 466 von links in den in nördlichem Lauf nahenden Wurmbach, der am Zufluss dann fast auf die letzte Laufrichtung des Hambachs wechselt.
Auf seinem recht beständig ostsüdöstlichen bis südöstlichen Weg zuvor speist der Hambach mehrere kleinere Weiher, insbesondere am Zulauf des Grundgrabens und bei Unterhambach.

### Einzugsgebiet
Der Hambach hat ein Einzugsgebiet von knapp 21 km². Es hat ungefähr die Gestalt eines Dreieck mit einer Westnordwestecke auf dem Gipfel des Eichelbergs zwischen Arberg und Kemnathen, auf dessen Gipfel weniger als einen halben Kilometer westlich der Quelle auch mit 522 m ü. NHN die größte Höhe im Einzugsgebiet erreicht wird. Die Ostsüdostspitze liegt an der Mündung, die dritte, stumpfwinklige Ecke südöstlich von Kleinlellenfeld auf einem mit einem Funkmast bekrönten Hügel.
Jenseits der langen nordöstlichen Wasserscheide liegt Einzugsgebiet der Altmühl und unbedeutender Zuflüsse von ihr. Im Südosten konkurriert der zur Altmühl laufende, den Hambach selbst aufnehmende Wurmbach meist über den Filchenharder Graben. Im übrigen Süden wie auf der ganzen Westseite entwässert der zur Wörnitz laufende Lentersheimer Mühlbach das anliegende Gebiet, in den der zunächst im Süden jenseitige Cronheimer Kröttenbachs mündet, während die direkten Konkurrenten westlich der Wasserscheide dessen großer Zulauf Schwaninger Mühlbach von links aufnimmt. Im Nordwesten liegt jenseits kurz Einzugsgebiet der Wieseth an, welche wiederum zur Altmühl fließt.
Das oberste Einzugsgebiet liegt in naturräumlicher Betrachtung im Unterraum Hahnenkamm-Liasgürtel des Vorlandes der Südlichen Frankenalb, der gesamte Rest im Unterraum Dinkelsbühler Hügelland des Mittelfränkischen Beckens.

### Zuflüsse
Hierarchische Liste der Zuflüsse von der Quelle zur Mündung. Mit Gewässerlänge, Einzugsgebiet und Höhe. Andere Quellen für die Angaben sind vermerkt.
Ursprung des Hambachs auf etwa 497 m ü. NHN im Buchbrunnen im gemeindefreien Gebiet Unterer Wald.
- Grundgraben, von rechts und Westsüdwesten auf etwa 435 m ü. NHN in einer Teichgruppe um beide Gewässer an der Kreisgrenze zwischen Arberg-Goldbühl und Gunzenbach.Oberhambach, ca. 1,5 km und ca. 1,8 km². Entsteht auf etwa 454 m ü. NHN etwas südlich von Goldbühl am Judenberg.
  - (Zufluss), von links und Westnordwesten auf etwa 436 m ü. NHN kurz vor der Grundgraben-Mündung, ca. 1,3 km und ca. 0,8 km². Entsteht auf etwa 459 m ü. NHN nördlich von Goldbühl zwischen zwei Teichen am Waldrand.
- Waldgraben, von rechts und Westsüdwesten auf etwa 435 m ü. NHN kurz nach dem vorigen, ca. 1,8 km und ca. 0,9 km². Entsteht auf etwa 486 m ü. NHN südlich von Goldbühl auf dem Moßberg.
- (Zufluss vom Sandbuck), von rechts und Südwesten auf etwa 430 m ü. NHN gegenüber der Kläranlage nach Oberhambach, ca. 1,2 km und ca. 0,7 km². Entsteht auf etwa 447 m ü. NHN am Sandbuck.
Verläuft – wie der Zufluss danach auf dessen anderer Seite – etwa parallel zur Trasse des Obergermanisch-Raetischen Limes auf der Wasserscheide zwischen den beiden Nebenbächen.
- Zochagraben, von rechts und Westen auf etwa 426 m ü. NHN durch Gunzenhausen-Unterhambach, ca. 1,2 km und ca. 1,6 km². Entsteht auf etwa 436 m ü. NHN im Wald Scheipelhuft.
- Heggraben, von rechts und Westen auf etwa 421 m ü. NHN unterhalb der Unterhambacher Mühle, ca. 3,4 km und ca. 2,8 km². Entsteht auf etwa 465 m ü. NHN östlich von Arberg-Kleinlellenfeld am Rand des Cronheimer Waldes.
- (Auengraben), von rechts auf etwa 418 m ü. NHN gegenüber den Sportplätzen vor Gunzenhausen-Unterwurmbach, ca. 1,3 km. Entsteht auf etwa 421 m ü. NHN am rechten Auenrand.

Mündung des Hambachs von links und Westnordwesten auf 417 m ü. NHN an der N 468 vor Unterwurmbach in den Wurmbach. Der Bach ist 8,3 km lang und hat ein XX km² großes Einzugsgebiet.

### BayernAtlas („BA“)
Amtliche Online-Gewässerkarte mit passendem Ausschnitt und den hier benutzten Layern: Lauf und Einzugsgebiet des Hambachs

Allgemeiner Einstieg ohne Voreinstellungen und Layer: BayernAtlas der Bayerischen Staatsregierung (Hinweise)
1. 1 2 3  Höhe abgefragt auf dem Hintergrundlayer Amtliche Karte (Rechtsklick).
2. 1 2  Länge abgemessen auf dem Hintergrundlayer Amtliche Karte.
3. 1 2  Einzugsgebiet abgemessen auf dem Hintergrundlayer Amtliche Karte.
4. ↑  Höhe nach schwarzer Beschriftung auf dem Hintergrundlayer Amtliche Karte (Rechtsklick).

### Sonstige
1. ↑  Franz Tichy: Geographische Landesaufnahme: Die naturräumlichen Einheiten auf Blatt 163 Nürnberg. Bundesanstalt für Landeskunde, Bad Godesberg 1973. → Online-Karte (PDF; 4,0 MB)